# Sharon Pieksma
Sharon Pieksma (Rotterdam, 6 januari 1995) is een Nederlands model en schoonheidskoningin die werd gekroond tot Miss Nederland 2019. Ze vertegenwoordigde Nederland op de Miss Universe 2019-verkiezing.

## Biografie
Pieksma werd geboren op 6 januari 1995 in Rotterdam. Ze werkt als freelance model en DJ. Pieksma werd geselecteerd als winnaar tijdens een uitzending van het programma Hunting for the Crown op RTL 4. Ze liet negen andere finalisten achter zich. In 2013 nam ze op 18-jarige leeftijd deel aan de 6e cyclus van het Holland's Next Top Model. Ze eindigde uiteindelijk als twaalfde in de competitie.
In 2017 vertelde zij in een interview met Brandpunt over haar ervaringen met misbruik en aanranding in de modellenwereld. In 2020 vertelde zij bij TV Rijnmond opnieuw over haar ervaringen.
Op 30 juni 2019 werd Pieksma geselecteerd om Rotterdam te vertegenwoordigen bij de Miss Nederland 2019-verkiezing. Ze won vervolgens de competitie, als opvolger van Rahima Ayla Dirkse. Als Miss Nederland mocht Pieksma Nederland vertegenwoordigen tijdens de Miss Universe 2019-verkiezing in Atlanta, waar zij buiten de top 20 viel.